# 伊格尔·比斯坎
伊格尔·比斯坎（Igor Bišćan，1978年5月4日—），克羅地亞足球運動員，成名於薩格勒布戴拿模，效力利物浦期間讓人認識，現執教斯洛文尼亞球會奧林比查。

## 球員生涯

### 薩格勒布戴拿模
比斯根成名於克羅地亞強隊薩格勒布戴拿模，比斯根攻守兼備，踢正中場的位置非常出色，因而吸引不少歐洲大球會。

### 利物浦
2000年12月，利物浦以550萬英鎊簽下比斯根，穿上25號球衣。利物浦的競爭對手包括阿積士、巴塞隆拿、祖雲達斯及AC米蘭等大球會。
雖然是侯利亞一手買入，但在他執教期間，比斯根一直不受重用，即使有上場機會亦絕少打他擅長的位置。其間，比斯根曾擔任右中場、右後衛。
至2003-04賽季，侯利亞把一直擅於擔任防守中場的比斯根安排為中堅，作為希比亞和軒索斯的替補。然而，比斯根並不適應此位置，經常犯錯廣受球迷批評，包括對曼聯的賽事中犯錯輸十二碼。
2004-05球季，賓尼迪斯成為利物浦新任領隊，任內即購入沙比·阿朗素、路爾斯·加西亞兩名中場球員，對比斯根的上陣機會更為減少。然而，賓尼迪斯並沒有要求比斯根於一月轉會窗離隊，並認為比斯根可頂替沙比·阿朗素受傷時的空缺。果然，比斯根成為紅軍於歐聯奪冠的重要人物，自十六強賽事至四強賽事均為正選，包括對利華古遜賽事中伙拍夏文，助攻予路爾斯·加西亞，最終勝3-1。對祖雲達斯、對車路士的賽事中表現出色，最終將紅軍帶至決賽並奪冠。
比斯根在各項賽事共為利物浦上陣118場，打入3球。第一球是2001年英格蘭聯賽盃準決賽次回合於主場對水晶宮，最終以5-0大勝。第二球已經是賓尼迪斯執教的年代，2004年10月16日，利物浦在聯賽中作客富咸，下半場末段比斯根替補上場，接應禾洛克的傳球射入，利物浦由上半場落後2-0追至2-4反勝。第三球是2005年4月2日於主場對保頓，於完場前5分鐘以頭頂入全場唯一入球，助利物浦全取3分。
季末，賓尼迪斯決定不與比斯根續約，讓其自由轉會。對比斯根有興趣的包括俄超的莫斯科斯巴达克、希超的彭拿典奈高斯、意甲的拉素等。

### 彭拿典奈高斯
比斯根於2005年7月轉投希臘聯賽球會彭拿典奈高斯，穿上25號球衣。曾助球隊於2007年打入希臘盃決賽，可惜決賽中以2-1敗於拉里薩只獲亞軍。

### 薩格勒布戴拿模
比斯根於2007年回歸母會，與薩格勒布戴拿模簽訂三年半合約，穿上22號球衣。

## 國家隊
比斯根自1999年成為克羅地亞國家隊成員，最後一次代表國家隊是2001年，期間只為國家上陣了15場，打入一球。
2003年10月，克羅地亞對保加利亞的2004年歐洲國家盃外圍賽前數小時，比斯根被逐出國家隊。比斯根因發現自己並不在參加比賽的18人名單內，因此與隊友斯塔尼奇（Mario Stanić）於比賽前一夜外出飲酒，令領隊巴里奇（Otto Barić）不滿。巴歷並表示他將不會再選召他入伍，結果比斯根一直未再入選國家隊。

## 教練生涯
比斯根從2016-17球季起正式出任克羅地亞乙組聯賽中游球隊Rudeš的教練, 加上長年效力Rudeš的老球員Dario Bodrušić亦於同季轉任助教, 力圖互相協助下衝撃升班。

## 榮譽
- 克罗地亚足球甲级联赛冠軍：1999年、2000年
- 克羅地亞超級盃：1998年
- 英格蘭聯賽盃：2001年、2003年；2005年 亞軍
- 英格蘭社區盾：2001年
- 歐洲超級盃：2001年
- 歐洲聯賽冠軍盃：2005年
- 克羅地亞盃：2000年 亞軍
- 希臘盃：2007年 亞軍

## 外部連結
- 利物浦官方網站 比斯根資料
- 足球数据库：比斯根的球员统计数据
- soccernet.espn.com 比斯根資料 Archive.today的存檔，存档日期2013-01-03